# Gerhard Rohlfs
 (novembre 2015).
Si vous disposez d'ouvrages ou d'articles de référence ou si vous connaissez des sites web de qualité traitant du thème abordé ici, merci de compléter l'article en donnant les références utiles à sa vérifiabilité et en les liant à la section « Notes et références ».
Ne doit pas être confondu avec Friedrich Gerhard Rohlfs.
Pour les articles homonymes, voir Rohlfs.
Gerhard Rohlfs, né le 14 juillet 1892 à Berlin et mort le 2 septembre 1986 à Tübingen, est un linguiste allemand spécialisé dans les parlers de l'Italie du Sud et le gascon, ainsi qu'un humaniste de renom, qui a reçu le surnom d'« archéologue des mots ».

## Biographie
Après des études à l'université de Grenoble et à l'université de Berlin, il enseigna à l'université de Tübingen et à l'université Louis-et-Maximilien de Munich.
Sa riche bibliographie se consacre surtout au domaine italien (dialectologie, parlers grecs d'Italie du Sud), avec des incursions dans le reste du domaine roman (occitan, aragonais).
Une école porte son nom depuis le 18 décembre 2008 à Santa Severina (Crotone).

## Travaux

### Gascon et autres idiomes pyrénéens
En français, il a notamment publié en 1935 un ouvrage qui fait référence sur le gascon et la comparaison entre les idiomes pyrénéens, dont la troisième édition (augmentée) est parue en 1977.
D’après l’avant-propos à la première édition de l’ouvrage, l’auteur a pour objectif d’étudier les traits particuliers du gascon, comparé aux parlers du Midi de la France, et sa position intermédiaire entre le français et l’espagnol.
Environ la moitié du livre est consacrée à l'étude du vocabulaire. En complément des dictionnaires et lexiques existant à l’époque, pour le gascon béarnais, l’aragonais et le basque, Gerhard Rohlfs est allé recueillir sur le terrain, sur les deux versants des Pyrénées, une ample moisson de mots.
Par comparaisons successives des mots qui relèvent notamment de la terminologie agricole ou pastorale et de la toponymie, l’auteur montre ensuite les concordances étendues entre idiomes pyrénéens. Gerhard Rohlfs complète ainsi largement les observations faites par Édouard Bourciez, trente ans auparavant. Au-delà des concordances, il met en avant le basque, ou proto-basque, comme source de mots pré-latins et pré-gaulois dans le domaine linguistique pyrénéen (sud et nord) et aquitano-pyrénéen.

## Principaux ouvrages
- Rohlfs, Gerhard: Romanische Sprachgeographie: Geschichte und Grundlagen, Aspekte und Probleme mit dem Versuch eines Sprachatlas der romanischen Sprachen; München: C.H. Beck 1971
- Historische Grammatik der italienischen Sprache und ihrer Mundarten, 3 Bde., Bern: Francke 1949-54; Neubearb. unter dem Titel Grammatica storica della lingua italiana e dei suoi dialetti, 3 Bde., Turin: Einaudi 1966-69 und mehrere Nachdrucke
- Rätoromanisch. Die Sonderstellung des Rätoromanischen zwischen Italienisch und Französisch; eine kulturgeschichtliche und linguistische Einführung. München: Beck 1975 [Handbücher für das Studium der Romanistik]    (ISBN 3-406-05730-6)
- Sermo vulgaris Latinus. Vulgärlateinisches Lesebuch. Tübingen: Niemeyer 1951 [Sammlung kurzer Lehrbücher der romanischen Sprachen und Literaturen; 13]
- Lexicon graecanicum Italiae inferioris. 2., erw. u. völlig neubearb. Aufl. Tübingen: Niemeyer 1964 (1. Aufl. u.d.T.: Etymologisches Wörterbuch der unteritalienischen Gräzität)
- Dizionario storico dei cognomi salentini, Galatina, Congedo Editore, 1982,  (ISBN 9788877862389)[3]
- Dizionario storico dei soprannomi salentini, Galatina, Congedo Editore, 1983,  (ISBN 9788877862006)[4]
- Nuovo dizionario dialettale della Calabria. Con repertorio italo-calabro. Nuova ed. interamente rielab., ampl. ed aggiornata, 3. rist. Ravenna: Longo 1982
- Soprannomi siciliani. Palermo 1984 (Centro di Studi Filologici e Linguistici Siciliani. Lessici siciliani ; 2)
- Le Gascon. Études de philologie pyrénéenne, 2e éd., entièrement refondue. Tubingen, Max Niemeyer, et Pau, Marrimpouey jeune, 1970
- Antroponimía e toponomastica nelle lingue neolatine. Aspetti e problemi, Tubingen, Narr
- Gerhard Rohlfs - La Calabria contadina - Scavo linguistico e fotografie del primo Novecento, a cura di/Hrsg. Antonio Panzarella, Rende: Edizioni Scientifiche Calabresi 2006,  (ISBN 8-889-46410-0)